# Brandungsplattform

Schema der Kliffküste. 1 Brandungshohlkehle, 2 Abrasionsplattform, 3 Seehalde

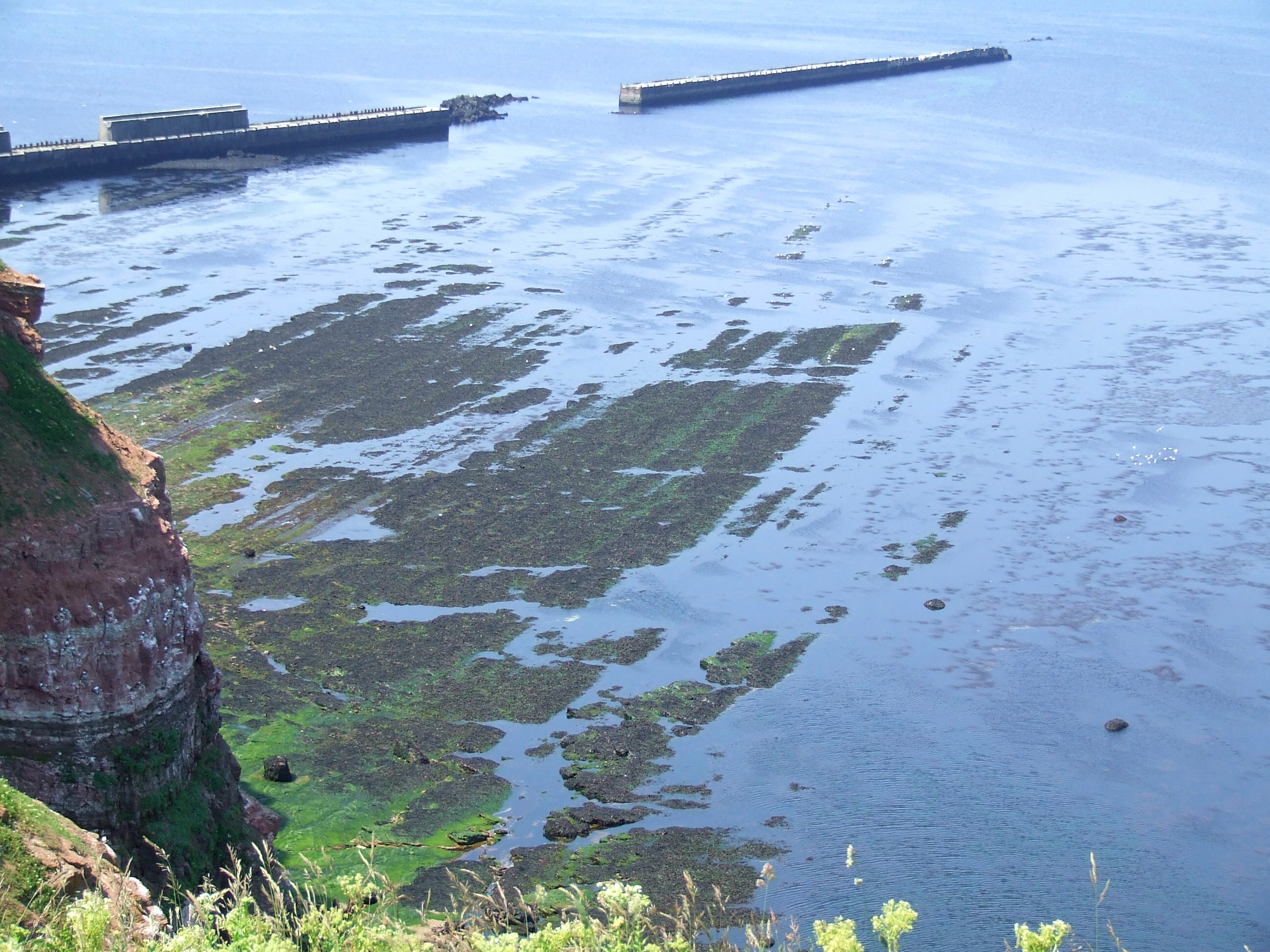
Das Felswatt auf Helgoland bei niedrigem Wasserstand

Eine Brandungsplattform, auch als Felsschorre bezeichnet, ist eine nahezu ebene Gesteinsfläche an einer Kliffküste, die durch die Abrasionswirkung der Brandung entstanden ist.

## Merkmale
Die leicht gegen das Meer hin geneigte Plattform ist der Kliffküste vorgelagert und fällt bei Ebbe zum größten Teil trocken. Die Abrasionsfläche reicht so weit in die Tiefe, wie sie von den Wellen am Meeresboden geformt werden kann, und geht zum Meer hin in den Schelf über.
Einzelne, auf der Schorre als Erosionsreste stehen gebliebene Felsnadeln oder -vorsprünge werden als Brandungspfeiler bezeichnet. Ein in Deutschland bekanntes Beispiel ist die 47 Meter hohe „Lange Anna“ an der Nordspitze der Insel Helgoland.

## Geologische Besonderheiten
Brandungsplattformen finden sich nur an Küstenabschnitten, deren Kliff aus relativ erosionsbeständigem Festgestein (Konglomerat, Sandstein, Kalkstein, magmatische oder metamorphe Gesteine) besteht. Ist es aus Lockergestein oder aus relativ erosionsanfälligem Festgestein (speziell Tonstein) aufgebaut, bildet sich eine Sand- oder Geröllschorre mit Strand.
Bei Sedimentgesteinen ist auch die Raumlage der Schichten entscheidend für die Ausbildung einer Brandungsplattform. Fallen die Schichten relativ steil und quer zur Küstenlinie ein, entsteht unter Umständen keine geschlossene Felsplattform, sondern nur eine Reihe von Schichtrippen.
In geologischer Vergangenheit entstandene Brandungsplattformen können infolge tektonischer Hebungsvorgänge oder Meeresspiegelabsenkungen heute über dem Meeresspiegel liegen.

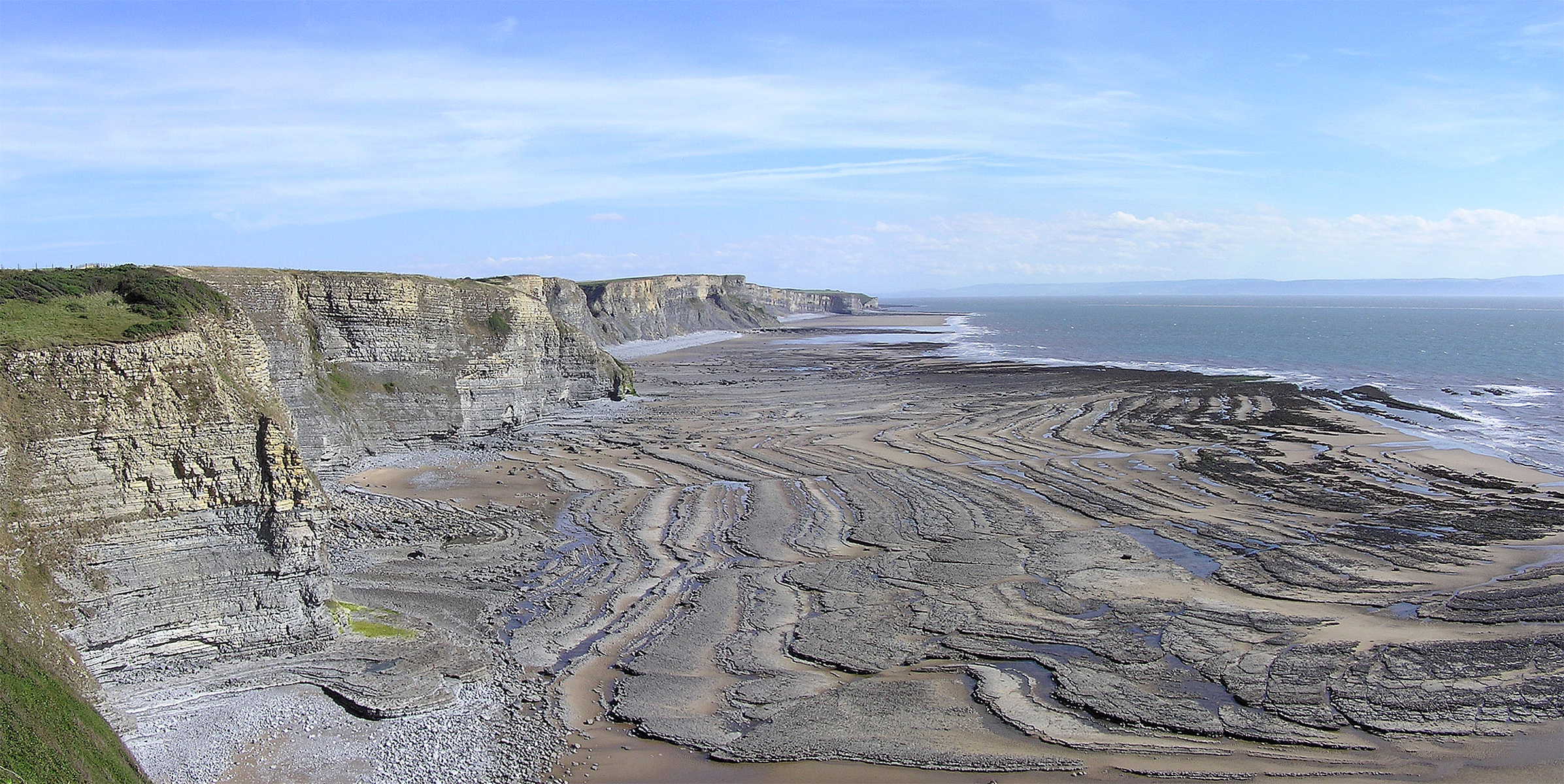
Ausgedehnte Brandungsplattform bei Southerndown nahe Bridgend im Süden von Wales.
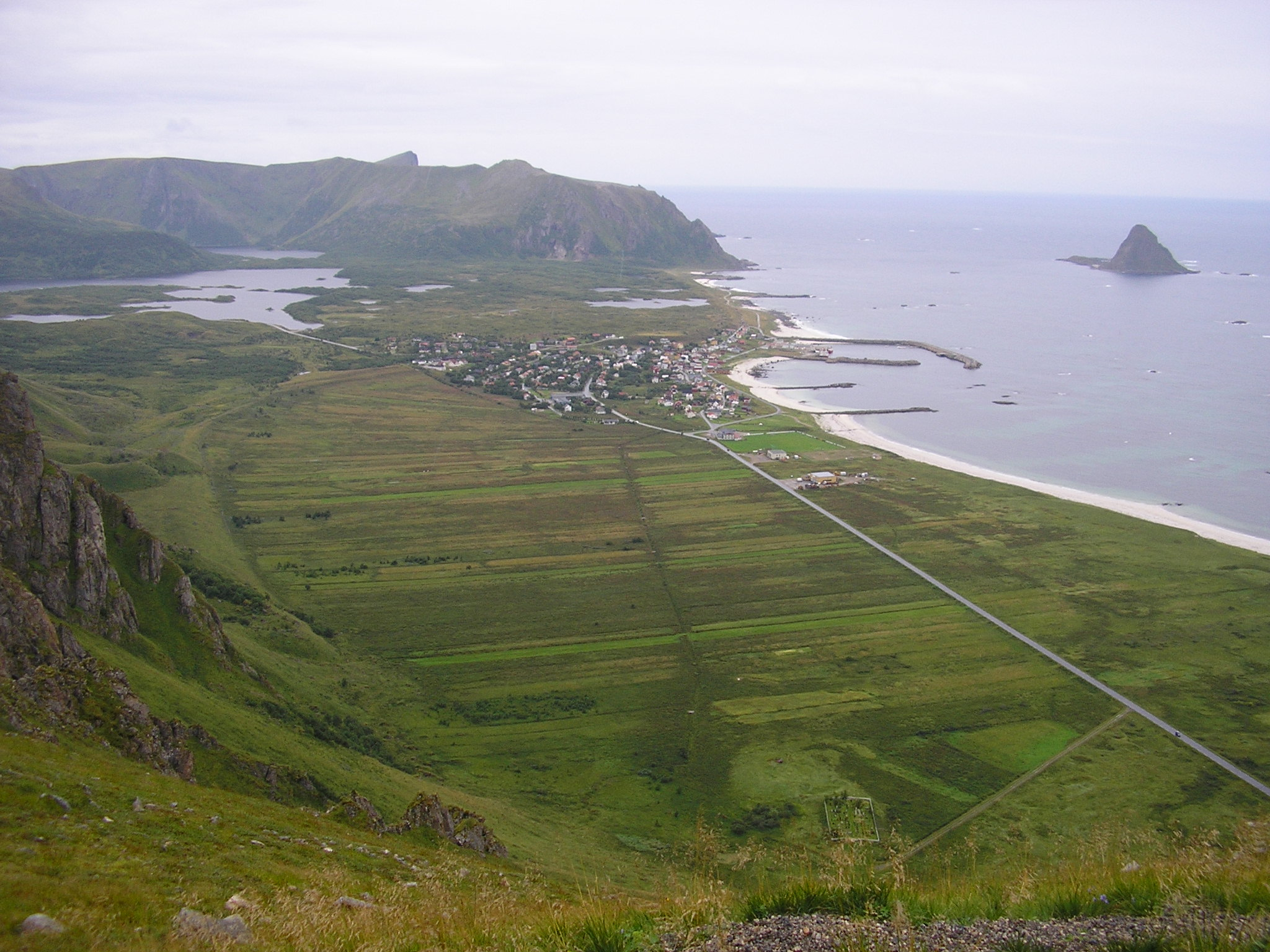
Ausgedehnte, durch die postglaziale Hebung Skandinaviens über den Meeresspiegel hinausgehobene Brandungsplattform auf der Insel Andøya, Norwegen.